# Carsten Müller (Autor)

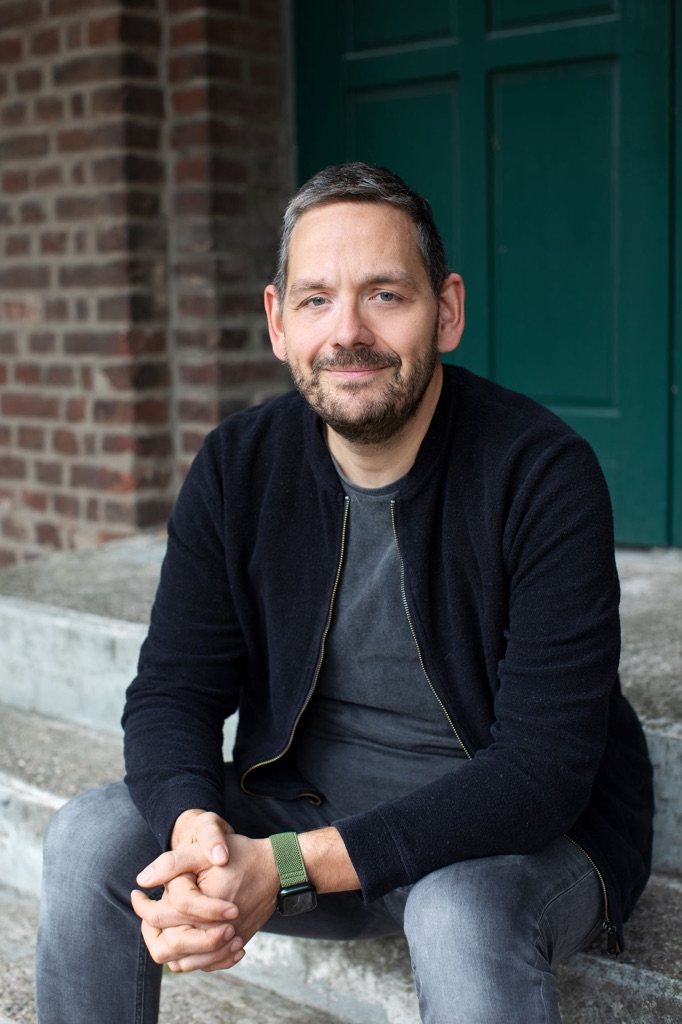
Carsten Müller

Carsten Müller (* 1981) ist ein deutscher Sexualpädagoge und Autor.

## Leben und Wirken
Müller studierte Soziale Arbeit in Münster und absolvierte anschließend eine sexualpädagogische Ausbildung am Institut für Sexualpädagogik (isp) in Koblenz sowie eine sexualmedizinische Weiterbildung in Hannover. 2015 gründete er die Fachberatungsstelle „Praxis für Sexualität“ in Duisburg. Dort begleitet er Einzelpersonen, Paare, Kinder, Eltern und Fachkräfte bei Fragen rund um Sexualität, sexualisierte Gewalt, Beziehung, Identität, Aufklärung, Kinderschutz und Prävention. Müller führt zudem Fort- und Weiterbildungen für Fachkräfte durch und bietet Elternabende, Workshops und Vorträge an.
Von 2016 bis 2017 war er im Präventionsprojekt „Kein Täter werden“ an der Uniklinik Düsseldorf tätig, das sich an Menschen mit pädophiler Neigung richtet.
2020 erschien Müllers erstes Sachbuch Sex ist wie Brokkoli, nur anders – Ein Aufklärungsbuch für die ganze Familie im EMF Verlag. Im gleichen Jahr moderierte er die ProSieben-Sendung Das Sex-Seminar. In dem Prime-Time-Format, das gute Einschaltquoten erzielte, begleitete Müller 15 Paare dabei, über Sexualität, Bedürfnisse und Kommunikationsmuster zu sprechen. Sein Kindersachbuch Von wegen Bienchen und Blümchen! Aufklärung, Gefühle und Körperwissen für Kinder ab 5, das 2021 erschien, stand mehrfach auf der Spiegel-Bestseller-Liste und wurde über 90.000-mal verkauft.
Seit 2022 ist Müller Autor der Kolumne Sex matters in der Zeitschrift Spektrum der Wissenschaft, in der er über Themen wie Konsens, Körperwissen, Fantasien, partnerschaftliche Kommunikation und sexualethische Fragen schreibt.

## Rezeption
Über Müllers Arbeit wurde in zahlreichen Medien berichtet. Zudem war er mehrfach im ZEIT-ONLINE-Podcast Ist das normal? sowie in zahlreichen anderen Podcasts zu Gast, wo er u. a. über Themen wie kindliche Sexualität, Scham, sexuelle Fantasien und Prävention sprach.

### Kontroversen
Nach der Veröffentlichung seines Kindersachbuchs Von wegen Bienchen und Blümchen! (2021) war Müller Ziel öffentlicher Anfeindungen. In sozialen Medien kursierten die Behauptungen, das Buch sei Teil staatlicher Lehrpläne oder als Schulbuch eingeführt worden, was mithilfe von Faktenchecks schnell widerlegt wurde. In einem Interview mit dem Online-Magazin Krautreporter schilderte Müller die persönlichen Auswirkungen der Hetzkampagne und betonte die Relevanz frühkindlicher Sexualpädagogik als Schutz vor sexualisierter Gewalt.

## Publikationen (Auswahl)

### Bücher
- Sex ist wie Brokkoli, nur anders – Ein Aufklärungsbuch für die ganze Familie (mit Sarah Siegl). EMF, Igling 2020, ISBN 978-3-96093-744-9.
- Von wegen Bienchen und Blümchen! Aufklärung, Gefühle und Körperwissen für Kinder ab 5 (mit Sarah Siegl, Emily Claire Völker). EMF, Igling 2021, ISBN 978-3-7459-0331-7.

### Kartenspiele
- Talk about – Das Kommunikationsspiel für Paare. EMF, Igling 2022, EAN 4260478341531.
- Talk about Sex – Das Kommunikationsspiel für Paare. EMF, Igling 2024, EAN 4260478343139.